# 洛福伊瀑布
洛福伊瀑布（Chutes de la Lofoï）是非洲國家剛果民主共和國的瀑布，位於加丹加省的昆代隆古國家公園內，瀑布落差約165米，是非洲中部最大的瀑布之一。

## 外部連結
- Picture of the Falls （页面存档备份，存于）
- Map of Kundelungu National Park
  - Map of Kundelungu National Park （页面存档备份，存于）

10°15′37″S 27°36′24″E / 10.26028°S 27.60667°E